# Protoslavi

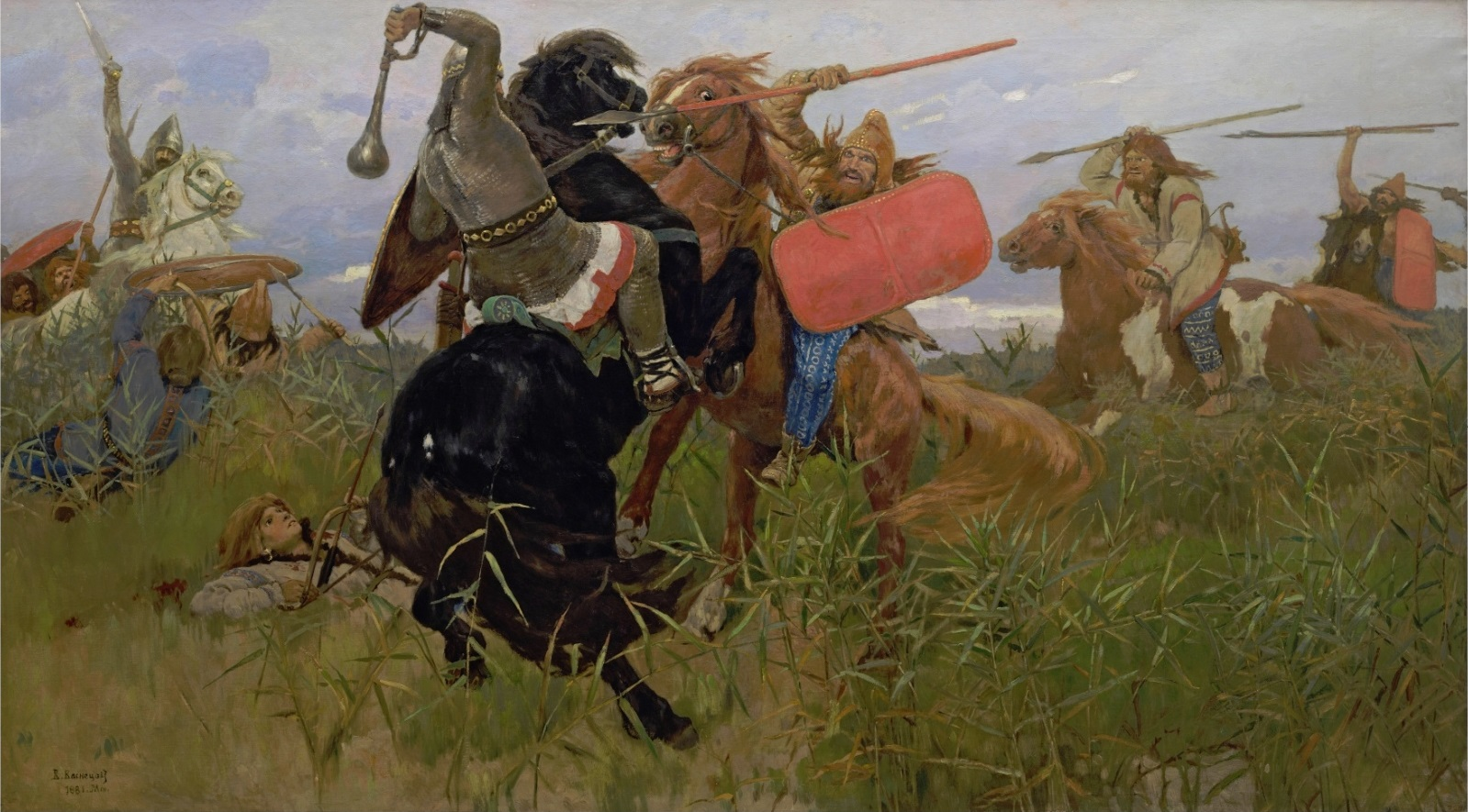
Battaglia tra gli Slavi e gli Sciti, dipinto di Viktor Vasnetsov (1881).

I Protoslavi erano un vario gruppo di società tribali che viveva nell'Europa centrale e orientale durante il periodo delle invasioni barbariche e l'Alto Medioevo (secoli V-X) e costituì la base per le nazioni slave che ebbero compiuta forma statale nel Basso Medioevo. Il primo uso del termine "Slavi" in una fonte scritta risale al VI secolo, quando le tribù slave abitavano una grande area dell'Europa centrale e orientale. All'epoca, i gruppi nomadi iranici che vivevano nella steppa eurasiatica (Sciti, Sarmati, Alani, ecc.) erano già stati assorbiti dalla popolazione slava della regione. Nei due secoli successivi, gli Slavi si espansero a sud est verso i Balcani e le Alpi e a nordest verso il fiume Volga. La zona d'origine degli Slavi è ancora un argomento controverso, ma gli studiosi credono che fosse una qualche area dell'Europa orientale.
A partire dall'inizio del VII secolo, gli Slavi si convertirono gradualmente al cristianesimo (sia nella forma dell'ortodossia bizantina che in quella del cattolicesimo romano). Presumibilmente, i primi slavi cristiani furono i Croati (e poco dopo i Serbi) che ricevettero il battesimo, dopo essere diventati alleati dell'imperatore Eraclio I (regnante dal 610 al 641), anche se questa prima conversione durò poco. Al XII secolo, essi erano le nazioni che avevano costituito un gran numero di stati cristiani medievali: Slavi orientali nella Rus' di Kiev, Slavi meridionali nell'Impero bulgaro, nel Principato di Doclea, nel Regno di Croazia e nel Banato di Bosnia, e Slavi occidentali nel Principato di Nitra, nel Ducato di Boemia e nel Regno di Polonia. La più antica signoria slava della storia fu il principato di Carantania, fondato nel VII secolo da slavi nelle Alpi orientali, gli antenati degli attuali Sloveni. Gli insediamenti slavi nelle Alpi orientali coprivano l'attuale Slovenia, il Friuli orientale e gran parte della moderna Austria.

## Origini

Distribuzione di tribù venediche (slave), sarmatiche (iraniche) e germaniche sulla frontiera dell'Impero romano nel 125 d.C. Fonti bizantine descrivono i Veneti come antenati degli Sclaveni (Slavi).

Le fonti storiche antiche greche e romane si riferiscono ai popoli protoslavi come a Veneti e Spori nei primi due secoli, e ad Anti e Sclaveni nei secoli VI e VII. Lo storico bizantino del VI secolo Giordane fece riferimento agli Slavi nella sua opera Getica del 551, riportando che "derivati da una sola stirpe, si sono dati tre nomi: Veneti, Anti e Sclaveni" (ab unastirpe exorti, tria nomina ediderunt, id est Veneti, Antes, Sclaveni). Procopio di Cesarea scrisse nel 545 che "gli Sclaveni e gli Anti avevano in realtà nel remoto passato un singolo nome; infatti nei tempi antichi entrambi erano chiamati Sporoi". Successivamente, nell'VIII secolo, gli Slavi che vivevano ai confini dell'Impero carolingio erano chiamati Vendi.
I ritrovamenti archeologici protoslavi sono associati più frequentemente alle culture di Przeworsk e di Zarubynci, con reperti che vanno da forti collinari, recipienti in ceramica, armi, gioielli e materiale di scarto. Tuttavia, in molte aree gli archeologi hanno difficoltà nel distinguere i reperti slavi da quelli non slavi poiché la cultura protoslava fu pesantemente influenzata da quella sarmatica da oriente e da varie culture germaniche da occidente.

## Zona d'origine

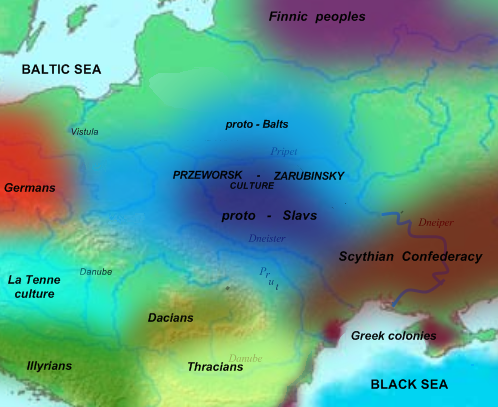
Carta delle zone d'origine degli Slavi. I reperti protoslavi sono per lo più collegati alle culture di Przeworsk e di Zarubincy.

L'Urheimat protoslava è l'area in cui s'insediarono nell'Europa centrale durante il primo millennio della nostra era, la cui precisa posizione è dibattuta da archeologi, etnografi e storici. La maggioranza degli studiosi considerano la Polesia la patria originaria degli Slavi. Le teorie che cercano di situare l'origine degli Slavi nel Vicino Oriente sono state respinte. Nessuna delle zone suggerite si estende sino al fiume Volga a est, oltre le Alpi Dinariche a sudovest o i Balcani a sud, od oltre la Boemia a ovest.
Frederik Kortlandt ha suggerito che il numero delle aree candidate ad essere la zona d'origine degli Slavi potrebbe aumentare per una tendenza tra gli storici a far risalire "le proto-lingue a tempi più antichi di quanto sia garantito dalle prove linguistiche". Sebbene tutte le lingue parlate si modifichino gradualmente col tempo, l'assenza di documenti scritti permette agli storici di rilevare il cambiamento solo dopo che una popolazione si è espansa e separata abbastanza a lungo da sviluppare lingue "figlie". L'esistenza di una "patria originaria" è talvolta rigettata come arbitraria poiché le fonti originali più antiche "parlano sempre di origini ed inizi in un modo che presuppone precedenti origini ed inizi".
Secondo le fonti storiche, la terra d'origine degli Slavi dovrebbe essere qualche parte dell'Europa centrale, forse lungo la costa meridionale del Mar Baltico. Si accetta generalmente che il complesso delle culture di Praga-Penkovka-Koločin dei secoli V e VII rifletta l'espansione degli slavofoni dell'epoca. Secondo lo storico polacco Gerard Labuda, l'etnogenesi dei popoli slavi va ricercata nella cultura di Trzciniec tra il 1700 e il 1200 a.C. L'ipotesi della cultura di Milograd suppone che i pre-Protoslavi (o Balto-Slavi) si siano originati nelle culture dell'Ucraina settentrionale e della Bielorussia meridionale tra il VII secolo a.C. e il I secolo d.C.. Secondo la teoria della cultura di Černoles, i pre-Protoslavi ebbero origine nelle culture dell'Ucraina settentrionale del 1025-700 a.C. e nella cultura di Zarubincy del III secolo a.C. - I secolo d.C.. Secondo l'ipotesi della cultura lusaziana, essi erano presenti nell'Europa nord-orientale nelle culture del 1300-500 a.C. e in quella di Przeworsk del II secolo a.C.-IV secolo d.C.. L'ipotesi del bacino del Danubio, postulata da Oleg Trubačëv e supportata da Florin Curta e dalla Cronaca di Nestore, teorizza che gli Slavi si siano originati nell'Europa centrale e sud-orientale.
I tentativi più recenti di situare il luogo d'origine degli Slavi ha sfruttato la genetica delle popolazioni, studiando le linee paterne e materne e il DNA autosomico di tutte le popolazioni slave moderne esistenti. Oltre a confermare la loro comune origine ed espansione medievale, la varianza e la frequenza delle subcladi R-M558, R-M458 e I-CTS10228 degli aplogruppi del cromosoma Y R1a e I2 sono in correlazione con la diffusione delle lingue slave dall'Europa orientale durante il medioevo, nella maniera più probabile dai territori delle attuali Ucraina (dall'area del bacino del medio Dnepr) e Polonia sud-orientale.

## Linguistica

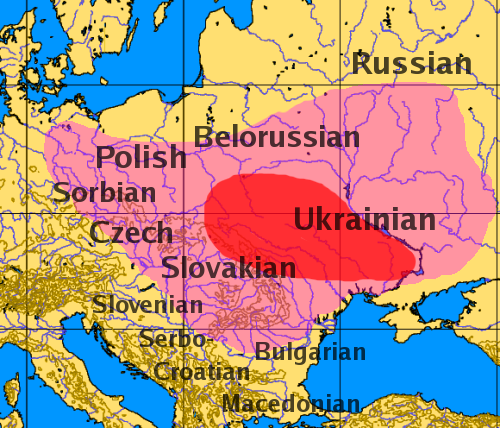
Distribuzione della lingua protoslava, con il complesso di Praga-Penkov-Koločin in rosa, e l'area con idronimi slavi in rosso.

Il protoslavo iniziò a evolversi dal protoindoeuropeo, la lingua ricostruita dalla quale si è originato un gran numero di lingue parlate in Eurasia. Le lingue slave hanno diversi aspetti in comune con le lingue baltiche (tra cui l'uso del caso genitivo per gli oggetti delle frasi negative, lakʷ protoindeoeuropea e altre velari labializzate), che possono indicare una fase comune proto-balto-slava nello sviluppo di questi due rami linguistici dell'indoeuropeo. Frederik Kortlandt situa il territorio di questa lingua comune vicino alla zona d'origine degli Indoeuropei: "Gli Indoeuropei che rimasero dopo le migrazioni divennero locutori del balto-slavo". Tuttavia, "la contiguità geografica, lo sviluppo parallelo e le interazioni" possono spiegare l'esistenza delle caratteristiche in entrambi i gruppi linguistici.
Il protoslavo evolse in una lingua separata durante la prima metà del II millennio a.C.. Il vocabolario protoslavo, che fu ereditato dalle lingue "figlie", era inerente all'ambiente naturale e sociale, ai sentimenti e alle necessità dei suoi locutori. Il protoslavo aveva termini per i rapporti di parentela tra i quali svekry ("suocera"), e zъly ("cognata"). Il vocabolario comune slavo ereditato dai vari idiomi manca di una terminologia dettagliata per le superfici fisiche che sono peculiari alla montagna o alla steppa, al mare, alle coste, alla flora o alla fauna litoranee o al pesce d'acqua salata. La "glottocronologia classica" redatta dallo slavista ceco M. Čejka nel 1974 fa risalire la separazione tra lingue baltiche e slave al 910±340 a.C; Sergei Starostin nel 1994 lo data al 1210 circa a.C. e la "glottocronologia ricalibrata" redatta da Novotná e Blažek lo data al 1400-1340 a.C. Ciò è in buon accordo con la cultura di Trziniec-Komarov, estesa dalla Slesia all'Ucraina centrale, che vien fatta risalire al 1500-1200 a.C..
Gli idronimi protoslavi si sono conservati tra le sorgenti della Vistola e il medio bacino del Dnepr. Nelle regioni che confinano più a nord abbondano nomi di fiumi di origine baltica (Daugava, Neman e altri). A sud e a est, fiancheggia l'area con nomi iranici di fiumi (tra i quali il Dnestr, il Dnepr e il Don). Un collegamento tra il protoslavo e le lingue iraniche è anche dimostrato dal primo strato di prestiti linguistici; i vocaboli protoslavi per "dio" (*bogъ), "demone" (*divъ), "casa" (*xata), "ascia" (*toporъ) e "cane" (*sobaka) sono d'origine scitica. I dialetti iranici degli Sciti e dei Sarmati influenzarono il vocabolario slavo durante il millennio in cui furono in contatto con i Protoslavi.
Un legame più lungo e intenso tra il protoslavo e le lingue germaniche può essere assunto tra dal gran numero di prestiti linguistici, come *duma ("pensiero"), *kupiti ("comprare"), *mĕčь ("spada"), *šelmъ ("elmo") and *xъlmъ ("collina"). Anche i termini comuni delle lingue slave per "faggio", "larice" e "tasso" furono presi in prestito da lingue germaniche, cosa che portò il botanico polacco Józef Rostafiński a situare la terra d'origine degli Slavi nelle paludi del Pryp"jat', che mancano di queste piante. Le lingue germaniche funsero da mediatori tra l'antenato comune delle lingue slave e gli altri idiomi; la parola protoslava per "imperatore" (*cĕsar'ь) fu trasmessa dal latino tramite una lingua germanica, e il termine per "chiesa" (*crъky) venne dal greco.
I dialetti dello slavo comune prima del IV secolo d.C. non possono essere individuati dal momento che tutte le lingue slave conosciute si sono originate da varianti più tarde. L'accento tonico (un cambiamento del IX secolo) è presente in tutte le lingue slave, e il protoslavo riflette la lingua che era parlata probabilmente alla fine del I millennio d.C..

## Storiografia

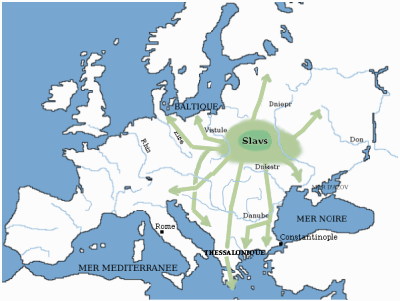
L'origine e le migrazioni degli Slavi in Europa tra il V e il X secolo d.C.

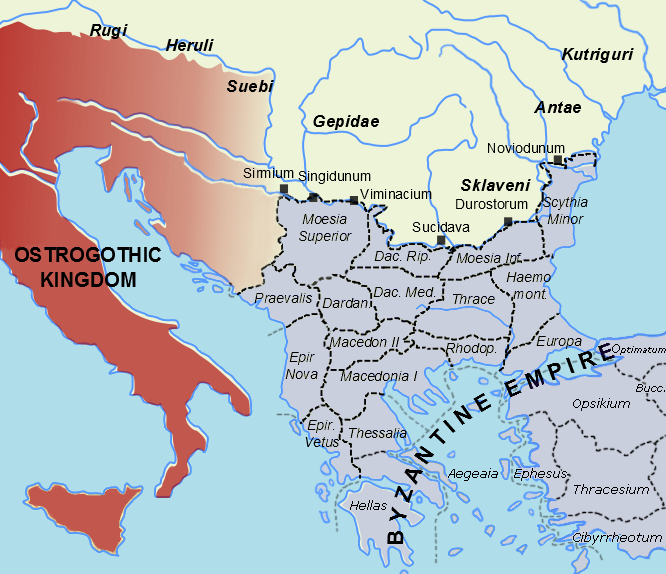
L'Europa sud-orientale nel 520, con l'Impero bizantino sotto Giustino I e il Regno degli Ostrogoti, con popolazioni barbariche lungo i loro confini.

Giordane, Procopio e altri autori tardoromani forniscono quelli che sono probabilmente i primi cenni agli Slavi meridionali nella seconda metà del VI secolo d.C.. Giordane portò a termine i suoi Getica, un compendio della più estesa opera di Cassiodoro, nel 550 o 551 a Costantinopoli. Utilizzò anche fonti aggiuntive: libri, mappe o tradizione orale.
Giordane scrisse che Venethi, Sclaveni e Antes erano etnonimi che si riferivano allo stesso gruppo. La sua dichiarazione è stata accettata, a distanza di oltre un millennio, da Wawrzyniec Surowiecki, Pavel Jozef Šafárik e altri storici, che cercavano l'Urheimat slava nelle terre che dove vivevano i Venethi (un popolo citato nella Germania di Tacito) negli ultimi decenni del I secolo d.C.. Plinio il Vecchio scrisse che il territorio che si estendeva dalla Vistola all'Eningia (probabilmente la Feningia, l'odierna Finlandia), era abitata da Sarmati, Vendi, Sciri ed Hirri.
Procopio completò le sue tre opere (De aedificiis, Storia delle guerre e Storia segreta) sotto l'imperatore Giustiniano I, negli anni 550. Ognuna di queste contiene informazioni dettagliate sulle scorrerie di Sclaveni e Anti nell'Impero romano d'Oriente, e la Storia delle guerre ha un'estesa descrizione delle loro credenze, costumi e abitazioni. Sebbene non fosse un testimone oculare, Procopio aveva contatti tra i mercenari sclaveni che combattevano in Italia per i Bizantini.
In accordo con la tradizione di Giordane, Procopio scrisse che gli Sclaveni e gli Anti parlavano le stesse lingue ma non facevano risalire le loro origini ai Venethi ma ad un popolo che chiamò "Sporoi". Gli Sporoi ("semi" in greco; cfr. "spore") equivale ai latini Semnones e Germani ("germi" o "sementi"), e il linguista tedesco Jacob Grimm credeva che Suebi significasse "Slavi". Giordane e Procopio chiamavano i Suebi "Suavi". La fine della lista di tribù slave del Geografo bavarese contiene una nota: "I Suevi non nascono, essi vengono seminati". La lingua parlata dai Suevi di Tacito è sconosciuta. Nella sua descrizione della migrazione degli Eruli verso la Scandinavia (cap. 512), Procopio situa gli Slavi in Europa centrale.
Una simile descrizione di Sclaveni e Anti si ritrova nello Strategikon, un manuale militare scritto tra il 592 e il 602 ed attribuito all'imperatore Maurizio. Il suo autore, un ufficiale esperto, partecipò alle campagne dell'Impero romano d'Oriente contro gli Sclaveni sul basso Danubio alla fine del VI secolo. Un militare fu anche la fonte della narrazione delle stesse campagne da parte di Teofilatto Simocatta.
Sebbene Martino di Braga sia stato il primo autore occidentale a riferirsi a un popolo definito come "Sclavus" prima del 580, Giona di Bobbio incluse i primi riferimenti consistenti agli Slavi vicini nella sua Vita di san Colombano (scritta tra il 639 e il 643). Giona si riferì agli Slavi come "Veneti" e notò che erano conosciuti anche come "Sclavi".
Gli autori occidentali, tra i quali Fredegario e Bonifacio, conservarono il termine "Venethi". Franchi (nella Vita di san Martino, nella Cronaca di Fredegario e lo stesso Gregorio di Tours), Longobardi (Paolo Diacono) e Anglosassoni (nel Widsith) chiamavano gli Slavi nella regione tra l'Elba e la Saale e in Pomerania "Wenden" o "Winden"). I Franchi e i Bavari della Stiria e della Carinzia chiamavano i loro vicini slavi "Windische".
L'autore della Cronaca di Fredegario usò il termine "Venedi" (e varianti) per riferirsi a un gruppo di Slavi che fu sottomesso dagli Avari. Secondo la Cronaca, i "Venedi" dopo la rivolta formarono uno stato retto dal mercante franco Samo attorno al 623. Un cambio dii terminologia, la sostituzione dei collettivi "Sclaveni" e "Anti" con nomi tribali slavi, avvenne alla fine del secolo; I primi nomi tribali furono registrati nel secondo libro dei Miracoli di San Demetrio,attorno al 690. Il cosiddetto Geografo bavarese elencò le tribù slave nell'Impero carolingio attorno all'840, e sotto gli auspici dell'imperatore Costantino VII Porfirogenito una dettagliata descrizione delle tribù slave nella penisola Balcanica fu compilata a Costantinopoli verso il 950.

## Archeologia

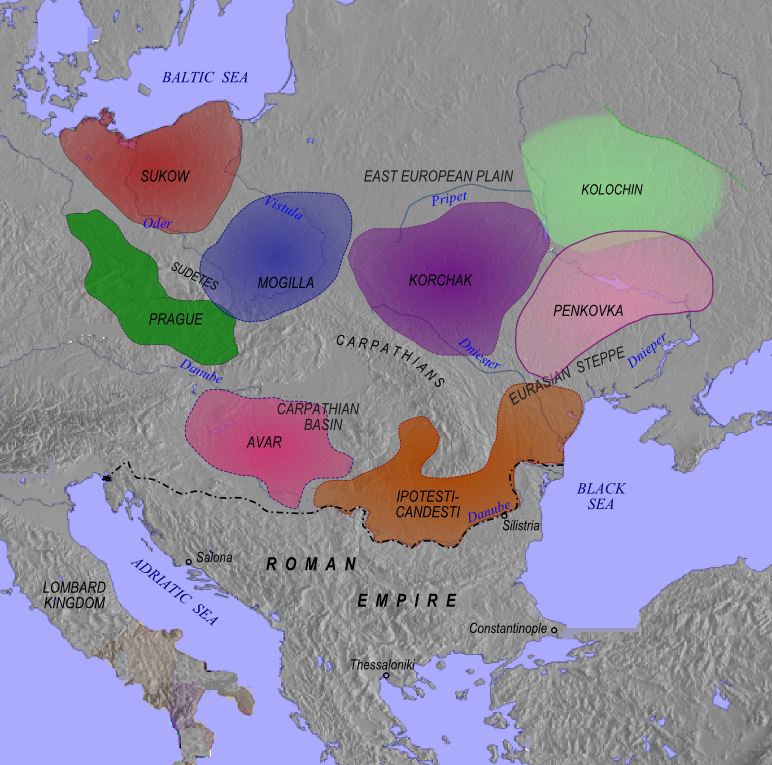
Culture slave del VII secolo (il gruppo Praga-Penkov-Koločin). Le culture di Praga e di Mogilla riflettono la separazione dei protoslavi occidentali (il gruppo di Sukow-Dziedzice a nord-ovest potrebbe essere la più antica espansione slava verso il Mar Baltico); la cultura di Koločin rappresenta i protoslavi orientali; la cultura di Penkovka e le sue espansioni a sud-ovest, la cultura di Ipoteşti-Cândeşti, dimostrano la prima espansione slava nei Balcani, che avrebbe poi prodotto la separazione degli Slavi meridionali, associati agli Anti delle fonti bizantine. Nel bacino dei Carpazi, gli Avari iniziarono ad essere slavizzati in concomitanza con gli insediamenti slavi nelle Alpi orientali.

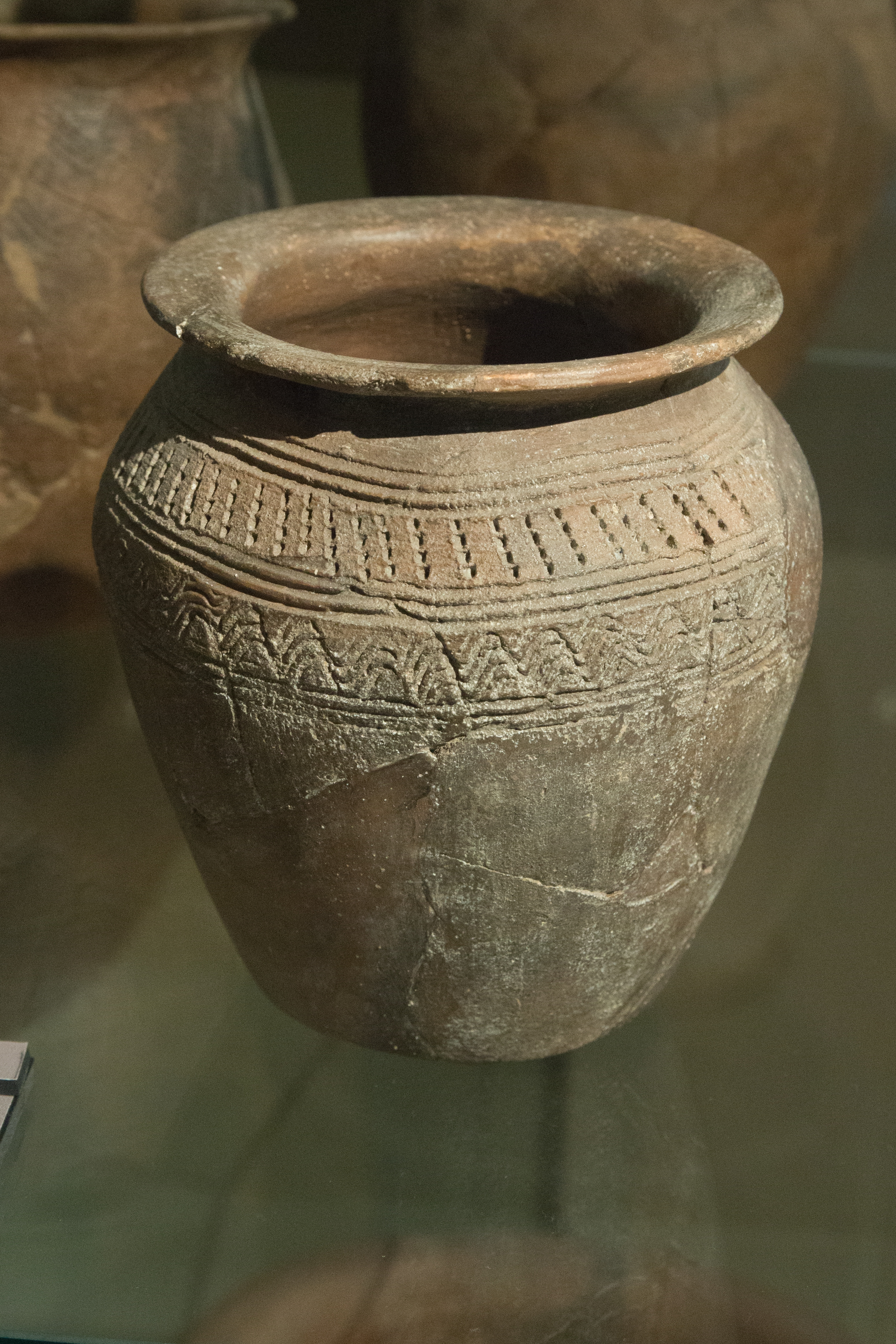
Vaso fittile slavo, VIII secolo d.C. circa

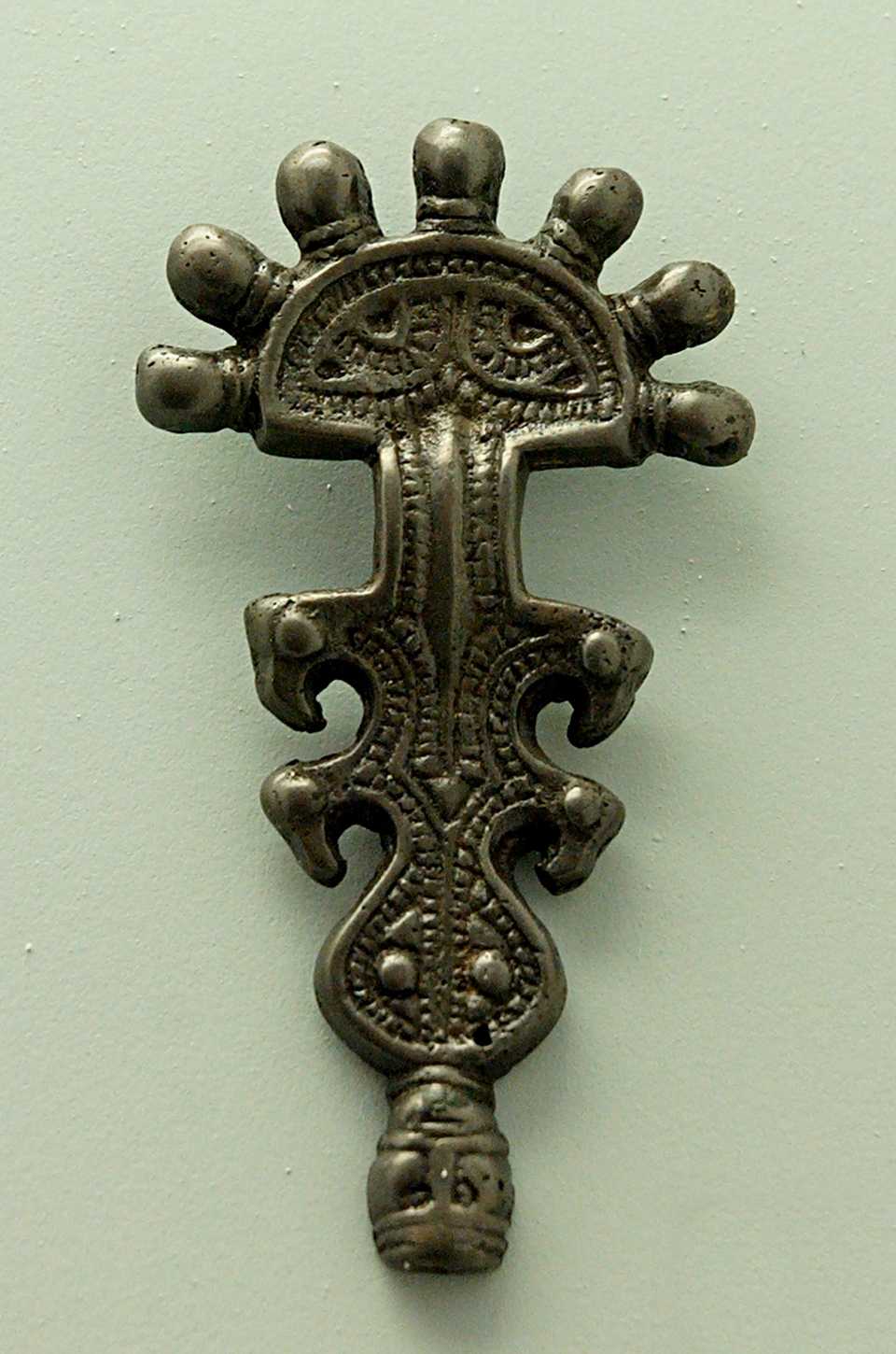
Fibbia slava, VII secolo d.C. circa

Nella letteratura archeologica, sono stati fatti dei tentativi di assegnare un carattere protoslavo a molte culture di diverse epoche e localizzazioni. L'orizzonte culturale di Praga-Korčak prevede di postulare delle culture protoslave tra dall'Elba al Dnestr, contrapponendosi all'attribuzione del Praga-Penkovka dal Dnestr al Dnepr. La "cultura di Praga", in senso più ristretto, fa riferimento al materiale slavo occidentale ritrovato tra Boemia, Moravia e Slovacchia occidentale, differenziandosi dai gruppi di Mogilla (Polonia meridionale) e Korčak (Ucraina centrale e Bielorussia meridionale) più a est. I gruppi di Praga e Mogilla sono attribuiti a slavi occidentali del VI secolo.
La cultura di Černjachov dei secoli II-V e comprende le attuali Ucraina, Moldavia e Valacchia. I reperti di Černjachov comprendono vasellame fittile lucidato in nero, fini ornamenti di metallo e strumenti di ferro. Gli studiosi sovietici, come Boris Rybakov, la vedevano come il prodotto dei protoslavi. La zona di Černjachov è vista ora rappresentare l'interazione culturale di vari popoli, uno dei quali era radicato nelle tradizioni scito-sarmatiche, che furono modificate da elementi germanici introdotti dai Goti. L'abitazione seminterrata col focolare all'angolo divenne poi tipica dei primi siti slavi, con Volodymir Baran che la chiamò "un'etichetta etnica slava". Nelle colline carpatiche della Podolia, alle estremità nordoccidentali della zona di Černjachov, i protoslavi divennero una popolazione con una cultura unica; l'ambiente multietnico della zona presentava una "necessità di autoidentificazione per manifestare la propria differenziazione dagli altri gruppi".
La cultura di Przeworsk, a nord-ovest di quella di Černjachov, copriva l'area dal Dnestr alla valle del Tibisco, arrivando a nord fino alla Vistola e all'Oder. Costituiva un amalgama di culture locali, radicate per lo più in tradizioni precedenti modificate da influenze dalle culture di La Tène (celtica) e di Jastorf (germanica) oltre l'Oder e della cultura delle tombe a campana della pianura polacca. I Venedi potrebbero avervi avuto parte; tra gli altri gruppi vi erano i Vandali, i Burgundi e i Sarmati. A est della zona di Przeworsk si trovava la cultura di Zarubynci, talvolta considerata parte del raggruppamento di Przeworsk. Idronimi protoslavi si trovano nell'area occupata dalla cultura di Zarubincy, e Irena Rusinova ha proposto che vi si siano poi originati gli esemplari più prototipici della ceramica del tipo di Praga. La cultura di Zarubinecy è identificata come protoslava o come il prodotto di una comunità etnicamente mista che si slavizzò.
Col progredire del tempo, si abbassa la sicurezza con la quale si possono collegare i dati archeologici ai gruppi etnici storici. La cultura di Černoles è stata vista come uno stadio nell'evoluzione degli Slavi, e Marija Gimbutas l'identificò con la patria protoslava. Secondo molti studiosi di preistoria, le identificazioni etniche non sono appropriate per i popoli europei dell'età del ferro
La cultura delle anfore globulari so estendeva dal medio Dnepr all'Elba tra la fine del IV e l'inizio del III millennio a.C.. È stato suggerito che fosse il sito di un continuum germano-balto-slavo, ma l'identificazione dei suoi cultori come indoeuropei è incerta. L'area di questa cultura contiene un gran numero di tumuli, che sono tipici degli indoeuropei.
La cultura di Černoles (secoli VIII-III a.C.), talvolta associata con "agricoltori sciti" di Erodoto, è "talvolta definita come uno stadio intermedio nello sviluppo delle lingue slave o almeno come una qualche forma di tardo indoeuropeo antenato dell'evoluzione della stirpe slava". Come antenata degli Slavi e dei Baltici è stata proposta anche la cultura di Milograd (700 a.C.-100 d.C.), centrata approssimativamente nell'odierna Bielorussia a nord della cultura di Černoles.
È risaputo che l'Ucraina meridionale era stata abitata dalle tribù scitiche e sarmatiche prima dei Goti. Le pietre-stele protoslave ritrovate nella regione del medio Dnestr sono notevolmente diverse da quelle scitiche e sarmatiche della Crimea.
La cultura di Wielbark prese il posto della parte occidentale della cultura di Oksywie nel I secolo d.C.. Sebbene la cultura di Černjachov abbia provocato il declino della tarda cultura sarmatica tra i secoli II e IV, la parte occidentale della cultura di Przeworsk rimase intatta fino al IV secolo e la cultura di Kiev fiorì dal II al V secolo ed è riconosciuta come predecessore di quelle di Praga-Korčak (secoli VI-VII) e di Pen'kovo, le prime culture archeologiche identificate come slave. Sebbene la lingua protoslava abbia raggiunto la sua evoluzione finale probabilmente nell'area di Kiev, la comunità scientifica non è concorde sui predecessori di quest'ultima. Alcuni studiosi la fanno risalire alla cultura rutena di Milograd, altri alle ucraine Černoles e Zarubincy e altri ancora a quella polacca di Przeworsk.

## Etnogenesi
Secondo il punto di vista storico-culturale più accreditato, la zona d'origine degli Slavi nella steppa boscosa permise loro di conservare l'identità etnica, la lingua (eccettuati la fonetica e alcuni costituenti lessicali) e le usanze agricole e patrilineari. Tuttavia, si trattò di un "processo complesso che coinvolse influenze degli Sciti, di Zarubincy e di Černiachov su almeno due gruppi di popolazioni indoeuropee che vivevano sul medio Dnepr, nella Polonia sudorientale e nell'area ivi compresa, lungo il Prip"jat' e il Bug". Dopo un millennio, quando l'Impero unno collassò e poco dopo giunsero gli Avari, emerse una cultura slavo-orientale, che si diffuse rapidamente nell'Europa meridionale e centro-orientale portando le proprie lingue e usanze. L'archeologo russo Valentin Sedov, utilizzando il concetto herderiano di nazione, ha proposto che i Venedi fossero i portatori protoslavi della cultura di Przeworsk. La loro espansione cominciò durante il II secolo d.C., ed occuparono una grande porzione dell'Europa orientale tra la Vistola e il medio Dnepr. I Venedi si espansero a sud e a est all'alba del IV secolo, assimilando la confinante cultura di Zarubincy (che Sedov ha considerato in parte baltica) e continuando a sudest per diventare parte della cultura di Černiachov. Gli Anti si separarono dai Venedi attorno al 300, seguiti dagli Sclaveni attorno al 500, rispettivamente nelle aree di Praga-Penkovka e di Prag-Korčak. Paul Barford ha suggerito che i gruppi slavi potrebbero essere esistiti in un'ampia area dell'Europa centro-orientale (nelle zone culturali di Černyakov e Zarubincy-Przeworsk) prima delle migrazioni slave documentate dei secoli dal VI al IX. Servendo come ausiliari negli eserciti sarmati, goti e unni, piccoli numeri di locutori slavi potrebbero aver raggiunto i Balcani prima del VI secolo. Secondo Marija Gimbutas, "né i Bulgari né gli Avari colonizzarono la Penisola Balcanica; dopo aver devastato la Tracia, l'Illiria e la Grecia essi tornarono nel loro territorio a nord del Danubio. Furono gli Slavi a operare la colonizzazione [...] intere famiglie o addirittura intere tribù s'infiltrarono in quelle terre. In quanto popolo agricolo, cercavano costantemente uno sfogo per l'eccesso di popolazione. Schiacciati per più di un millennio dalla dominazione straniera di Sciti, Sarmati e Goti, essi erano stati relegati in un piccolo territorio; ora le barriere erano cadute e dilagarono fuori". In aggiunta alla loro crescita demografica, lo spopolamento dell'Europa centro-orientale, dovuto in parte all'emigrazione dei Germani, la mancanza di difensori sulle frontiere dell'Impero Romano d'Oriente che erano stati decimati da secoli di conflitti e soprattutto la peste di Giustiniano, e la piccola era glaciale tardoantica (536-660 d.C.) incoraggiarono l'espansione e gli insediamenti slavi a ovest e a sud dei monti Carpazi. Il modello migrazionista rimane la spiegazione più accettabile e logico della diffusione degli Slavi e della loro cultura, lingua inclusa.
Da un punto di vista processuale che enfatizza il modello socioculturale di etnogenesi, "non c'è bisogno di spiegare i cambi culturali esclusivamente in termini di migrazione e sostituzione di popolazione". Esso suppone che l'espansione slava sia stata in primo luogo "una diffusione linguistica". Una delle teorie usate per spiegare le sostituzioni linguistiche è che una diaspora delle élite slave dominanti riuscì a diffondersi, a conquistare e a slavizzare varie comunità. Un'ipotesi ancora più estrema è portata avanti da Florin Curta, che considera che gli Slavi come "categoria etno-politica" siano stati inventati da una fonte esterna - i Bizantini - attraverso interazioni e strumentalizzazioni politiche sulle frontiere dell'Impero d'Oriente, dove stava fiorendo la cultura delle élite barbariche. Horace Lunt attribuisce la diffusione dello slavo al "successo e alla mobilità delle 'guardie speciali slave di frontiera del khanato degli Avari", che lo usavano come una lingua franca nel Khanato degli Avari. Secondo Lunt, solo una lingua franca poteva soppiantare le altre lingue e dialetti restando relativamente uniforme. Sebbene ciò possa spiegare la formazione di gruppi regionali slavi nei Balcani, nelle Alpi orientali e nel bacino della Morava e del Danubio, la teoria di Lunt non rende conto della diffusione dello slavo nella regione baltica e nel territorio degli Slavi orientali, aree senza legami storici con gli Avari di Pannonia. Un concetto collegato al dominio di un'élite è la nozione di collasso sociale, nel quale un vuoto di potere creato dalla caduta degli imperi unno e romano permise a un gruppo minoritario di imporre i suoi usi e la sua lingua. Comunque, Michel Kazanski conclude che sebbene siano avvenuti sia "il movimento di popolazioni di modello culturale slavo sia la diffusione di questo modello tra le popolazioni non slave [...] una pura diffusione del modello slavo difficilmente sarebbe stata possibile, in ogni caso in cui fosse postulato un lungo periodo di tempo nel quale le popolazioni di diverse tradizioni culturali vivessero l'una a contatto dell'altra. Per di più, gli archeologi che ricercano le antichità slave non accettano le idee prodotte dai "diffusionisti", poiché la maggioranza dei sostenitori di questo modello ha una scarsa conoscenza degli specifici materiali archeologici, cosicché le loro opere lasciano spazio a molte interpretazioni arbitrarie".

## Aspetto fisico
Procopio scrisse che gli Slavi "sono tutti eccezionalmente alti e prestanti, e i loro corpi e peli non sono eccessivamente pallidi e biondi ma non inclinano nemmeno verso il tipo bruno, essendo piuttosto rubizzi [...] non sono indegni d'onore né di rispetto, ma di maniere semplici, come gli Unni [...] alcuni di loro non hanno tuniche o vesti, ma portano solo delle specie di braghe strette in vita". Teofilatto Simocatta scrisse degli Slavi che "L'imperatore stava ascoltando con grande curiosità le storie su questa tribù, ha dato il benvenuto a questi nuovi arrivati dalle terre dei barbari, e dopo essere rimasto affascinato dalla loro altezza e corporatura, ha mandato questi uomini a Eraclea. "Hisham ibn al-Kalbi descrisse gli Slavi come "una numerosa nazione, dai capelli chiari e dalla carnagione rubizza", e al-Baladuri, scrisse "Se il principe lo desiderava, stavano fuori dalle sue porte i neri Sudanesi o i rubizzi Slavi.

## Società
Quella dei protoslavi era una tipica società tribale decentralizzata dell'età del ferro in Europa ed era organizzata in potentati locali. Tra il VII e il IX secolo avvenne un lento consolidamento, durante il quale la precedentemente uniforme area culturale slava si differenziò. Gruppi slavi furono influenzati da culture vicine come Bisanzio, i Cazari, i Vichinghi e l'impero carolingio, e di converso influenzarono i loro vicini.
Nei potentati si svilupparono gradualmente delle differenze di status, cosa che portò allo nascita di organizzazioni socio-politiche centralizzate. Le prime di queste potrebbero essere state delle associazioni temporanee pantribali di guerrieri, delle quali ci sono le maggiori prove in area danubiana, dove gruppi di barbari si organizzarono attorno a capi militari per saccheggiare il territorio bizantino e difendersi dagli Avari. La stratificazione sociale si sviluppò gradualmente nelle forme di potentati ereditari, visti per primi nelle aree degli Slavi occidentali. Il capo era supportato da un seguito di guerrieri, che dovevano a lui la propria posizione sociale. Quando questi potentati diventavano più forti e si espandevano, venivano creati dei centri di potere sussidiari retti da capi subordinati, e il confine tra un forte potentato e uno stato centralizzato medievale si confonde. Alla metà del IX secolo, l'élite slava era ormai sofisticata; vestiva abiti lussuosi. cavalcava cavalli, cacciava con falconi e viaggiava con scorte di soldati.

### Insediamenti

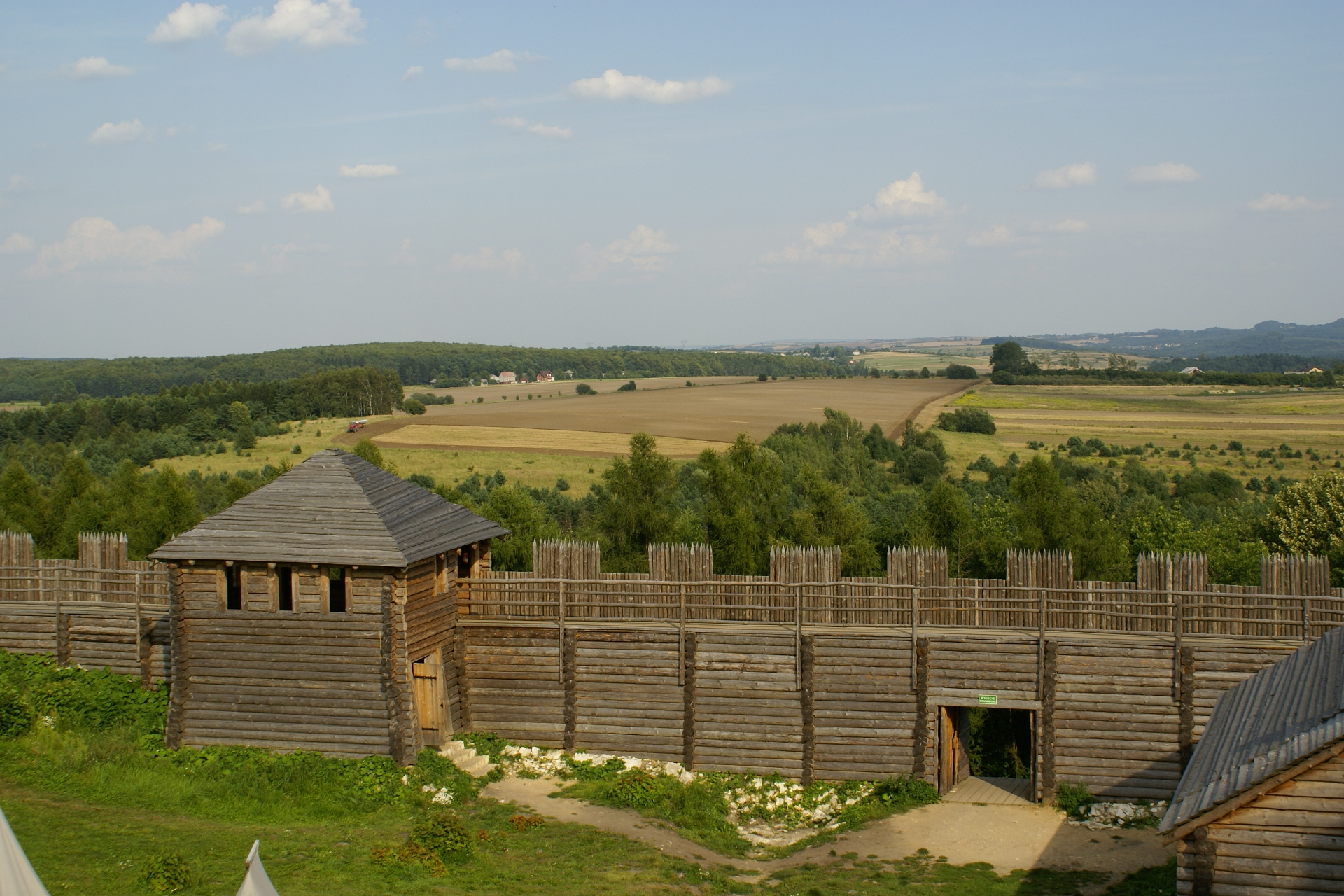
Ricostruzione di un Gord a Birów, Polonia

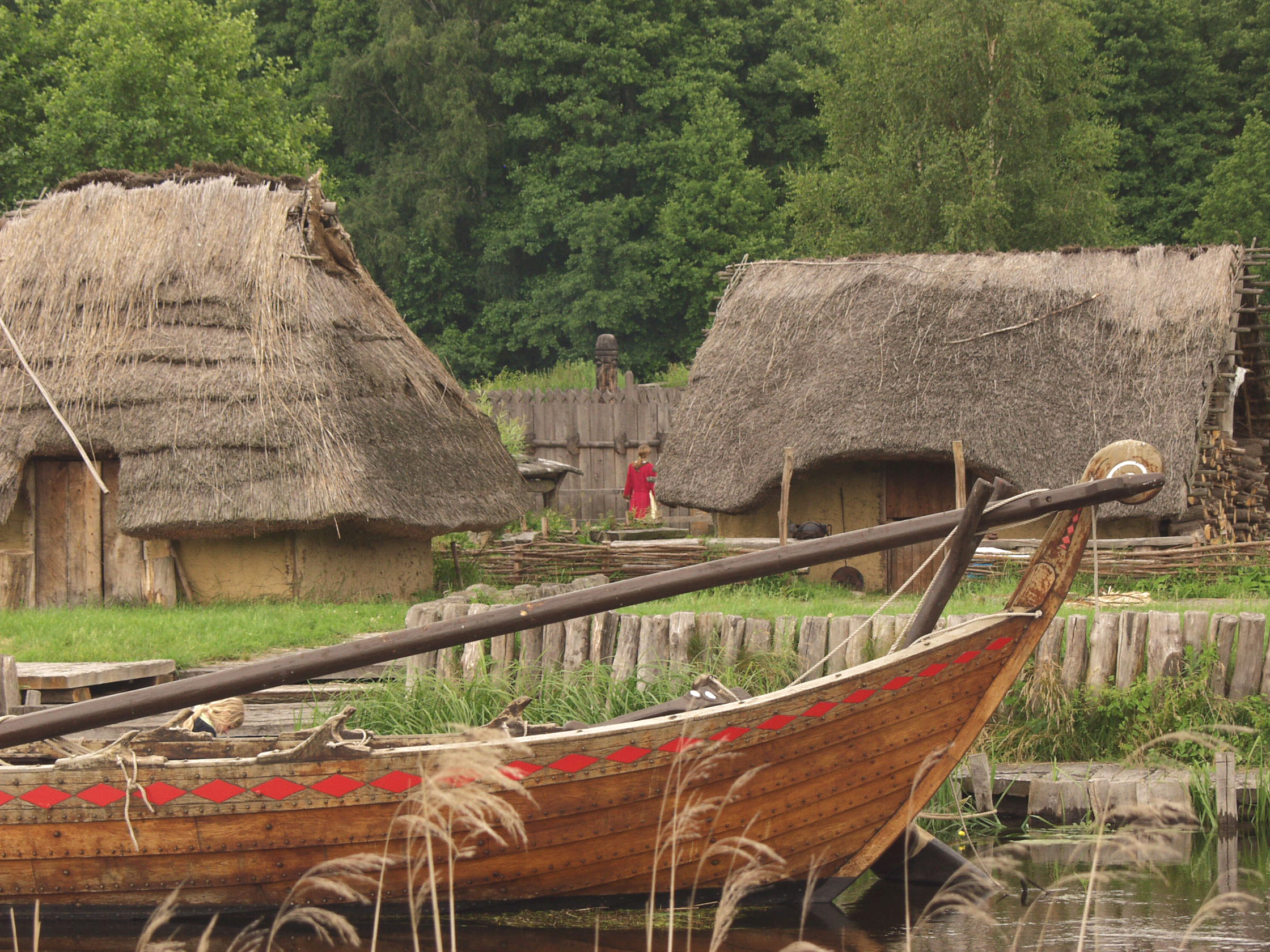
Ricostruzione di un insediamento slavo a Torgelow, Germania

Gli insediamenti protoslavi non era più estesi di 0,5-2 ettari. Essi erano spesso provvisori, riflettendo forse la loro forma itinerante di agricoltura, e si trovavano spesso lungo i fiumi. Erano caratterizzati da edifici seminterrati, noti come Grubenhäuser in tedesco o poluzemlianki in russo. Costruiti su una fossa rettangolare, la loro superficie variava da 4 a 20 m2 e poteva ospitare una tipica famiglia nucleare. Ogni casa aveva in un angolo un forno di pietra o di terracotta (una caratteristica dirimente delle abitazioni dell'Europa orientale), e un insediamento era abitato da cinquanta a settanta persone. Gli insediamenti avevano al centro un'area aperta nella quale si svolgevano attività comuni e cerimonie, ed erano divisi in zone artigianali e residenziali.
Le fortezze apparvero nel IX secolo, specialmente nei territori degli Slavi occidentali, e spesso si trovavano al centro di un gruppo d'insediamenti. Gli Slavi meridionali non formavano fortezze recintate ma vivevano in insediamenti rurali aperti, adottati dai modelli sociali delle popolazioni indigene incontrate.

### Organizzazione tribale e territoriale
Non ci sono indicazioni di capi slavi in nessuna delle scorrerie anteriori al 560, quando gli scritti dello Pseudo-Cesario menzionarono i loro capi ma descrissero come gli Slavi vivessero secondo la propria legge senza riconoscere il dominio di alcuno.
Si riporta che gli Sclaveni e gli Anti siano vissuti in un sistema democratico per lungo tempo.
Lo storico del VI secolo Procopio di Cesarea, che era in contatto con mercenari slavi, riferiva: "Poiché queste nazioni, gli Sclaveni e gli Anti, non sono governati da un sol uomo, ma da tempi antichi sono vissute in democrazia, di conseguenza ogni cosa che riguardi il loro benessere, nel bene e nel male, viene riferita al popolo". Lo Strategikon del VI secolo, attribuito all'imperatore Maurizio, è considerato una testimonianza diretta sugli Slavi e raccomandava ai generali bizantini di usare ogni possibile mezzo per evitare che gli Sclaveni si unissero "sotto un solo comandante", aggiungendo che "gli Sclaveni e gli Anti erano entrambi indipendenti, e rifiutavano assolutamente di essere asserviti o governati, e men che meno nelle terre loro proprie".
Gli insediamenti non erano distribuiti in modo uniforme ma erano in gruppi separati da aree meno densamente popolate. I raggruppamenti erano originati dall'espansione d'insediamenti singoli, e le "cellule d'insediamento" erano legate da relazioni familiari o di clan. Le cellule d'insediamento erano la base delle forme più semplici di organizzazione territoriale, note come župa in slavo meridionale e opole in polacco. Secondo la Cronaca degli anni passati, "Gli uomini di Polania vivevano ognuno con il suo clan nel proprio luogo". Diverse župa, comprendenti i territori di clan definiti, formavano le tribù conosciute: "I processi complessi iniziati dall'espansione slava e dal successivo consolidamento demografico ed etnico culminarono nella formazione di gruppi tribali, che poi si unirono per formare gli stati che costituiscono la struttura della moderna Europa orientale".
I radicali di molti nomi tribali denotano il territorio che abitarono, come i Milceni (che vivevano in zone con měl – löss), i Moravi (lungo la Morava) e i Severiani (settentrionali). Altri nomi hanno significati più generali, come i Polani (pola, "campo") e i Drevljani (drevo, "albero"). Altri sembrano avere una radice non slava (possibilmente iranica), come Anti, Serbi e Croati. Alcune tribù geograficamente distanti sembrano avere in comune il nome. I Dregoviti compaiono a nord del fiume Pryp"jat' e nella valle del Vardar, i Croati in Galizia e nella Dalmazia settentrionale, e gli Obodriti vicino a Lubecca e molto più a sud in Pannonia. La radice Slav- è stata conservata nei nomi moderni di Sloveni, Slovacchi e Slavonia. Ci sono scarse prove di legami migratori tra le tribù con lo stesso nome. I nomi in comune possono riflettere appellativi dati dagli storici o una lingua comune come fattore di distinzione tra gli Slavi (slovo, "parola", "lettera") e gli altri, essendo Nemci ("muti") un nome slavo per i Tedeschi.

### Matrimonio
Il ratto delle spose e l'esogamia furono tradizioni tra le tribù che continuarono fino all'inizio del medioevo. Tuttavia, in alcuni casi in Boemia e Ucraina, erano le donne che sceglievano chi sposare. Tra gli Slavi pagani, la fornicazione comportava una pena descritta come capitale dai viaggiatori (vedi Ahmad ibn Fadlan: "Uomini e donne vanno al fiume e fanno il bagno nudi insieme [...] ma non fornicano, e se qualcuno ne fosse scoperto colpevole, non importa chi possa essere: [...] entrambi sarebbero fatti a pezzi con un'ascia [...] poi le loro parti sarebbero appese a un albero"; Gardēzī: "Se qualcuno o qualcuna compie un atto di fornicazione, sarà ucciso senza che si possano accettare scuse".

### Conflitti

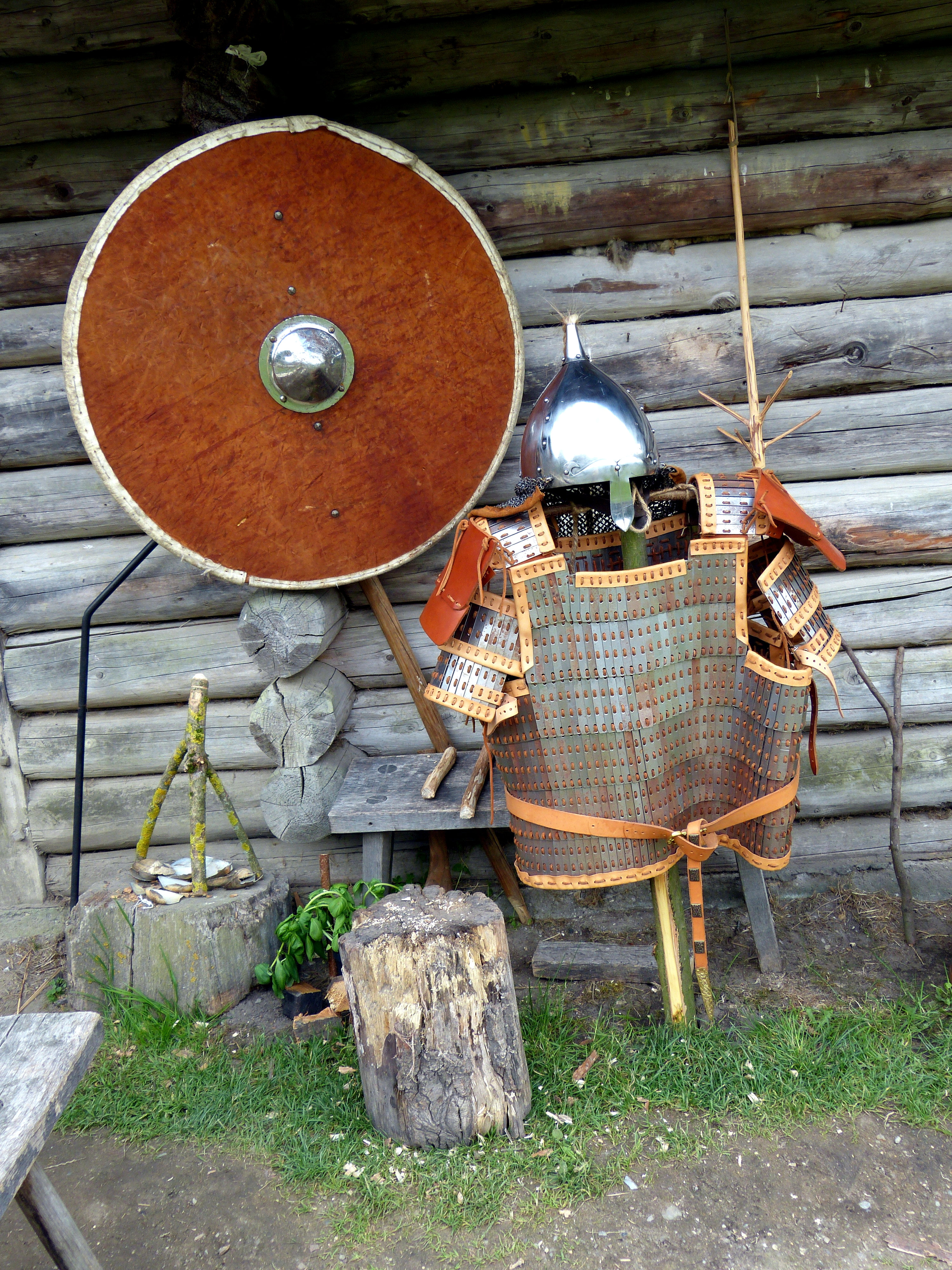
Un esempio di armatura protoslava

Le antiche bande di barbari, solitamente composte da 200 o meno guerrieri, erano designate per una rapida penetrazione nel territorio nemico e per un'altrettanto rapida ritirata. Nella Storia delle guerre, VII.14, 25, Procopio scrisse che gli Slavi "combattono a piedi, avanzando verso il nemico; nelle mani portano piccoli scudi e lance, ma non portano mai armature per il corpo". Secondo lo Strategikon, gli Slavi preferivano imboscate e tattiche di guerriglia, e spesso attaccano i nemici sui fianchi: "Sono armati con corte lance; ogni uomo ne porta due, una delle quali con un grande scudo". Le fonti menzionano anche l'utilizzo della cavalleria. Scrisse Teofilatto Simocatta che gli Slavi "smontavano dai loro cavalli per ristorarsi" durante una scorreria, e Procopio che cavalieri slavi e "unni" facevano i mercenari per i Bizantini. Grazie ai loro rapporti con Sarmati e Unni, gli Slavi potrebbero essere diventati cavalieri provetti, cosa che spiegherebbe la loro espansione. Secondo lo Strategikon (XI.4.I-45), gli Slavi erano un popolo ospitale e non tenevano prigionieri per un tempo indefinito, "ma stabilivano un certo periodo dopo il quale potevano decidere da sé se tornare alle loro patrie dopo aver pagato un riscatto, oppure restare tra gli slavi come uomini liberi e amici".

### Religione

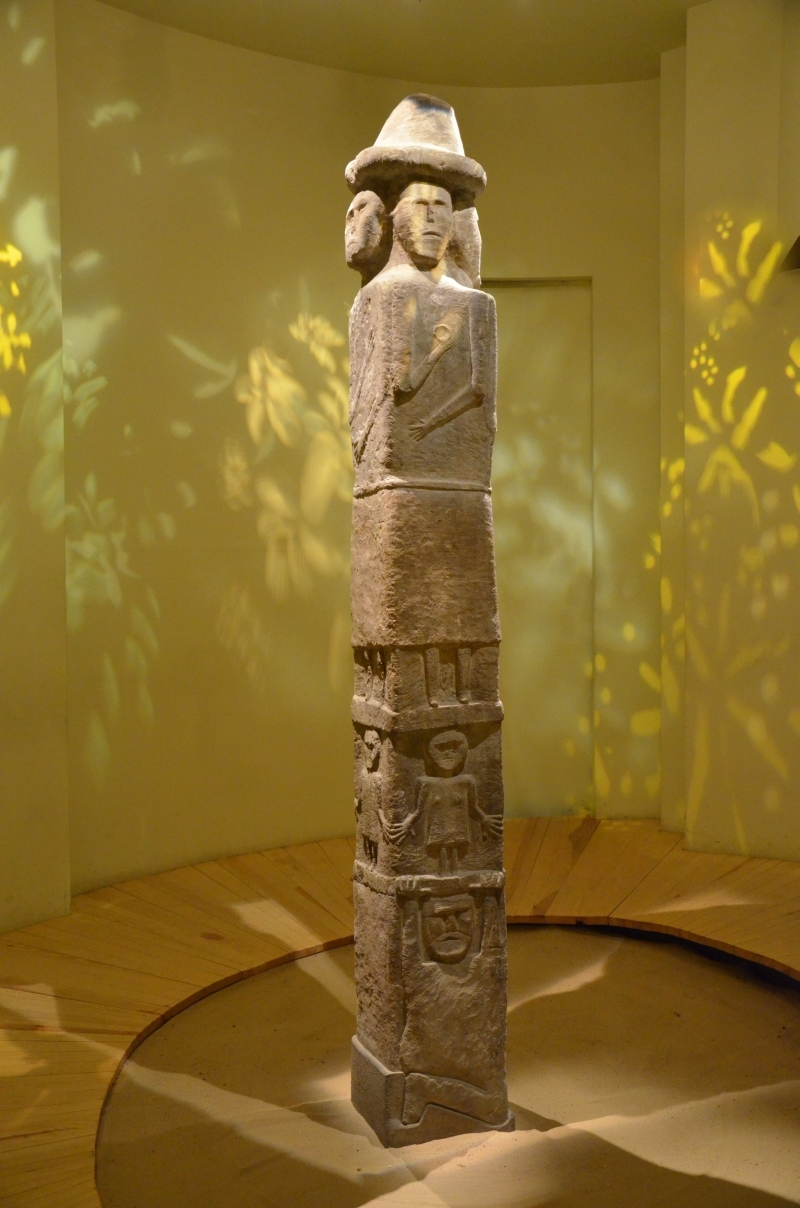
Svetovid, una divinità slava della guerra, della fertilità e dell'abbondanza

Si conosce poco della religione slava prima della cristianizzazione della Bulgaria e della Rus' di Kiev. Dopo la conversione al cristianesimo, le autorità slave distrussero molte documentazioni dell'antica religione. Alcune testimonianze dell'etimologia di termini religiosi slavi sono rimaste in testi apocrifi e devozionali, e nella Cronaca degli anni passati.
La religione protoslava era relativamente uniforme: animistica, antropomorfica e ispirata dalla natura. Gli Slavi svilupparono dei culti attorno a elementi naturali, come sorgenti, alberi o pietre, partendo dal rispetto per lo spirito (o il demone) che l'abitava. La religione slava precristiana era in origine politeistica, senza un pantheon organizzato. Sebbene sembri che i protoslavi avessero un debole concetto del divino, questo evolse in una forma di monoteismo nella quale un "dio supremo [dominava] sopra gli altri nei cieli". Non ci sono prove di una credenza nel fato o nella predestinazione.
Gli spiriti e i demoni slavi precristiani potevano essere o entità autonome oppure spiriti dei morti, ed erano associati alla casa o alla natura. Gli spiriti della foresta, entità autonome, erano venerati come controparti degli spiriti della casa, solitamente collegati agli antenati. Demoni e spiriti potevano essere buoni o malvagi, cosa che suggerisce che gli Slavi avessero una cosmologia dualistica; si sa che erano onorati con sacrifici e offerte.
Il paganesimo slavo era sincretistico nei confronti di altre religioni, tra le quali il paganesimo germanico. Prove linguistiche indicano che parte del paganesimo slavo si sviluppò quando i Baltici e gli Slavi avevano una lingua comune dato che le credenze precristiane contenevano elementi presenti anche nelle religioni baltiche. Dopo la divergenza tra le lingue slave e quelle batiche, i primi Slavi interagirono con popoli iranici e incorporarono elementi della loro spiritualità. Gli dei supremi iranici eslavi erano considerati i donatori della ricchezza, a differenza degli dei supremi del tuono delle altre religioni europee. Sia gli Slavi che gli Iranici avevano demoni, con nomi dalle simili radici linguistiche (iranico Daêva e slavo Divŭ) e un concetto di dualismo: bene e male.
Anche se la testimonianza di una devozione slava precristiana è scarsa (il che suggerisce che fosse aniconica), in Ucraina e Polonia sono stati trovati molti siti religiosi e idoli. Templi e luoghi di culto al coperto sono rari; sono più comuni quelli all'aperto, specialmente nella Rus' di Kiev.I luoghi di culto all'aperto si trovavano su colline ed erano circondati da fossati circolari. Esistevano santuari all'aperto: "Le prime fonti russe [...] parlano di santuari pagani o altari noti come kapišča", che erano poccole strutture chiuse contenenti un altare. Uno di questi fu ritrovato a Kiev, circondato dalle ossa di animali sacrificati". È documentato che i templi pagani furono distrutti durante la cristianizzazione.
Apparvero successivamente dei riferimenti a sacerdoti precristiani e a templi pagani. Sebbene non si siano trovate testimonianze di sacerdoti protoslavi precristiani, il gran numero di maghi e stregoni dopo la cristianizzazione suggerisce che gli slavi precristiani avessero dei capi religiosi. I sacerdoti slavi pagani erano ritenuti avere un rapporto con gli dei, essere in grado di predire il futuro e si occupavano dei riti religiosi. I sacerdoti o maghi pagani (noti come volkhv presso i Rus'), contrastarono il cristianesimo anche dopo che questo era diventato la religione ufficiale. La Cronaca degli anni passati descrive una campagna contro il cristianesimo durante una carestia nel 1071. I volkhv furono ben accolti circa 100 dopo la cristianizzazione, cosa che suggerisce che i sacerdoti pagani avessero una posizione di riguardo anche nei tempi precristiani.
Sebbene il rogo funebre fosse visto come un mezzo per liberare l'anima dal corpo in modo rapido, visibile e pubblico, i ritrovamenti archeologici suggeriscono che gli Slavi meridionali adottarono rapidamente le pratiche di sepoltura dei loro vicini balcanici postromani.

## Studi di slavistica
Il dibattito tra i sostenitori di un'origine autoctona ed una alloctona degli Slavi iniziò nel 1745, quando Johann Christoph Jordan pubblicò il De originibus Slavicis. Il filologo e poeta slovacco del XIX secolo Pavel Jozef Šafárik, la cui teoria era fondata sui Getica di Giordane, ha influenzato generazioni di studiosi. Giordane stabilì un'equazione tra Sclaveni, Anti e Venethi (o Venedi), basandosi su fonti più antiche come Plinio il Vecchio, Tacito e Tolomeo. L'eredità di Šafárik fu la sua visione di una storia slava e l'uso della linguistica per i suoi studi. Lo studioso polacco Tadeusz Wojciechowski (1839-1919) ebbe rinomanza per aver usato i nomi di luogo per studiare la storia slava e fu seguito da A. L. Pogodin e dal botanico J. Rostafinski. Studiando la toponomastica per situare i dati archeologici nel discorso sui protoslavi, Lubor Niederle (1865-1944) appoggiò la teoria di Rostafinski nella sua serie di volumi Antichità degli Slavi. Vykentyj V. Chvoika (1850-1914), archeologo ucraino di origine ceca, collegò gli Slavi con la cultura neolitica di Cucuteni. A. A. Spicyn (1858-1931) attribuì reperti argentei e bronzei nell'Ucraina centrale e meridionale agli Anti. L'archeologo ceco Ivan Borkovsky (1897-1976) postulò l'esistenza di un tipo slavo di "ceramica di Praga". Boris Rybakov ha legato le "Antichità ante" di Spicyn con i reperti della cultura di cultura di Černjachov scavati da Chvoika e teorizzò che essi dovessero essere attribuiti agli Slavi. Il dibattito si caricò di un significato politico durante il XIX secolo, particolarmente in connessione con le spartizioni della Polonia e la Drang nach Osten tedesca, e la questione se i popoli germanici o slavi fossero indigeni della regione a est dell'Oder fu usata per sostenere le rivendicazioni tedesche o polacche sulla regione.
Diversi studiosi moderni dibattono sul significato e sull'utilizzo del termine "slavo" secondo il contesto in cui è usato. La parola può riferirsi a una cultura (o a un insieme di culture) esistenti a nord del Danubio, a est dell'Elba e a ovest della Vistola dopo negli anni 530. "Slavo" è anche un identificativo per il gruppo etnico che esprimeva queste culture e denota un qualsiasi idioma con legami linguistici nella moderna famiglia delle lingue slave, le quali potrebbero non essere collegate da una cultura comune o da un'origine etnica condivisa. Nonostante questi concetti di "slavo", tali studiosi sostengono che non sia chiaro se qualcuna di queste descrizioni contribuisca ad una rappresentazione accurata della storia di queste popolazioni. Storici come George Vernadsky, Florin Curta e Michael Karpovich si sono chiesti come, quando e fino a che punto gli Slavi costituissero una società coesa tra i secoli VI e IX. Lo storico austriaco Walter Pohl ha scritto: "Apparentemente l'etnicità operava su almeno due livelli: la "comune identità slava" e l'identità dei singoli gruppi, tribù o popoli slavi di diverse dimensioni che si svilupparono gradualmente, prendendo spessissimo il nome dai territori in cui vivevano. Queste etnogenesi regionali ispirate dalla tradizione slava incorporarono resti considerevoli delle popolazioni romane o germaniche abbastanza disposte a rinunciare alle loro identità etniche che avevano perso coesione".